# Biblioteca d'Assurbanipal
La Biblioteca Reial d'Assurbanipal, anomenada en honor d'Assurbanipal, el darrer gran rei de l'Imperi Neoassiri, és una col·lecció de milers de tauletes d'argila i fragments que contenen textos de tots tipus del segle vii aC. Entre els seus fons s'hi troba l'Epopeia de Guilgameix. A causa de la manipulació poc curosa dels materials originals gran part de la biblioteca va quedar desordenada de manera irreparable. Va quedar impossible per als investigadors diferenciar i reconstruir molts dels textos originals, tot i que alguns han sobreviscut intactes.
Els materials van ser trobats a l'emplaçament arqueològic de Kouyunjik (antic Nínive, capital d'Assíria) al nord de Mesopotàmia. L'emplaçament es troba a l'actual Iraq.
Les antigues tradicions perses i armènies assenyalen que Alexandre el Gran, en veure la gran biblioteca d'Assurbanipal a Nínive es va inspirar per crear la seva biblioteca. Alexandre va morir abans que pogués crear la seva biblioteca, però el seu amic i successor a Egipte, Ptolemeu, va supervisar els inicis de la biblioteca d'Alexandre—un projecte que va créixer tot convertint-se en la famosa Biblioteca d'Alexandria.

## Descobriment
La biblioteca és un descobriment arqueològic atribuït a Austen Henry Layard; la majoria de tauletes van ser dutes a Anglaterra i ara es troben al Museu britànic, però un primer descobriment es va fer a la darreria de 1849 a l'anomenat Palau del sud-oest, que era el Palau Reial del rei Sennàquerib (705–681 a. de C.).
Tres anys més tard, Hormuzd Rassam, ajudant de Layard, va descobrir una «biblioteca» similar al palau del Rei Assurbanipal (668–627 a. de C.), al costat oposat del monticle. Malauradament, no es va fer cap registre fet dels descobriments, i en arribar a Europa les tauletes van aparèixer barrejades de manera irreparable, entre elles i entre altres tauletes provinents d'altres emplaçaments. Per això avui en dia és gairebé impossible reconstruir els continguts originals de cadascuna de les dues «biblioteques» principals.

## Continguts
Assurbanipal era conegut com un líder tenaç i marcial; tanmateix, també era reconegut com un intel·lectual culte, i un apassionat col·leccionista de textos i tauletes. Com a aprenent d'escribà va dominar l'accadi i les llengües sumèries. Va enviar escribans a cada regió de l'Imperi Neoassiri per a recollir textos antics. Va contractar investigadors i escribans per a copiar textos, principalment de fonts babilòniques.
A Assurbanipal no l'importava utilitzar els botins de guerra com a mitjà per ampliar la seva biblioteca. Com que era conegut per ser un erudit i per ser cruel amb els seus enemics, Assurbanipal era capaç d'utilitzar amenaces per obtenir materials de Babilònia i àrees del voltant. L'intens interès d'Assurbanipal per a recollir textos endevinatoris era una de les seves motivacions principals en la recol·lecció de textos per a la seva biblioteca. El seu primer objectiu podia haver estat «posseir rituals i encanteris que eren vitals per a mantenir el seu poder reial.»
La biblioteca reial consisteix d'aproximadament 30.000 tauletes i taulers d'escriptura, la majoria dels quals estan seriosament fragmentats. De la conservació dels fragments es pot deduir que el nombre de tauletes que es trobaven a la biblioteca en el moment de la destrucció era proper a dos mil i el nombre de taulers d'escriptura dins de la biblioteca pot arribar a un total de tres-cents. La major part del corpus de tauletes (aproximadament 6.000) incloïa composicions col·loquials en forma de legislació, compromisos i correspondència estrangeres, declaracions aristocràtiques i assumptes financers. Els textos restants contenien endevinacions, auguris, embruixaments i himnes a diversos déus, mentre d'altres feien referència a medicina, astronomia i literatura. De tots aquests textos de la biblioteca només deu contenen obres literàries expressives i rítmiques, com epopeies i mites. L'Epopeia de Guilgameix, una obra mestra de la poesia babilònica antiga, es va trobar a la biblioteca com també s'hi va trobar la història de la creació de l'Enuma Elix, i el mite d'Adapa, el primer home, i històries com la de l'Home Pobre de Nippur.
Els textos estaven escrits principalment en accadi amb escriptura cuneïforme; tanmateix moltes de les tauletes no tenen una derivació exacta i sovint és difícil constatar la seva procedència original. Moltes tauletes estan redactades amb l'escriptura del Neobabilònic, però se sabia que d'altres estaven escrites també en assiri.
Les tauletes sovint s'organitzaven segons la forma i contingut dels textos. Per exemple, les tauletes amb quatre cares tenien informació sobre finances i les tauletes rodones tenien informació sobre agricultura.
Nínive va ser destruïda el 612 a. de C. per una coalició de babilonis, escites i medes, un poble de l'antic Iran. Es creu que durant l'incendi del palau un gran foc hauria destruït la biblioteca, fent que les tauletes cuneïformes d'argila es coguessin parcialment. Irònicament, aquest esdeveniment potencialment destructiu va ajudar a conservar les tauletes. A més dels textos sobre les tauletes d'argila, alguns textos podien haver estat inscrits a taulers de cera que a causa de la seva naturalesa orgànica s'han perdut.
La base de dades de la col·lecció del Museu britànic comptabilitza 30.943 «tauletes» a tota la col·lecció de la biblioteca de Nínive, i el patronat del museu proposa publicar un catàleg actualitzat com a part part del «Ashurbanipal Library Project». Si es dedueixen tots els fragments més petits que de fet pertanyen al mateix text, és probable que la «biblioteca» originalment inclogués uns 10.000 textos en total. Tanmateix, els documents originals de la biblioteca, que hauria inclòs rotlles de pell, taulers de cera, i possiblement papirs, potser van contenir un espectre molt més ample de coneixement que allò que s'ha conegut a través de les tauletes d'argila que es van salvar.

## Llista de tauletes significatives
- La inscripció d'Azecà
- El tractat d'Assarhaddon amb Baal I
- La tauleta de Nimrud K.3751
- El prisma de Sargon II
- La tauleta de Venus d'Ammisaduqa
- L'Epopeia de Guilgameix
- L'Enuma Elix